# Rejon boksitogorski
Rejon boksitogorski, ros. Бокситогорский район – jednostka administracyjna, jeden z siedemnastu rejonów w obwodzie leningradzkim w Rosji.
Ośrodkiem administracyjnym rejonu jest miasto Boksitogorsk.

## Podział administracyjny[1]
- Boksitogorskie osiedle miejskie z centrum administracyjnym miasto Boksitogorsk;
- Bolszedworskie osiedle wiejskie z centrum administracyjnym wieś Bolszoj Dwor;
- Borskie osiedle wiejskie z centrum administracyjnym wieś Bor;
- Jefimowskie osiedle miejskie z centrum administracyjnym osiedle w typie miejskim Jefimowski;
- Pikalowskie osiedle miejskie z centrum administracyjnym miasto Pikalowo;
- Lidskie osiedle wiejskie z centrum administracyjnym osiedle Zaborje;
- Samojłowskie osiedle wiejskie z centrum administracyjnym osiedle Sowchozny